# Roberto Cajamarca Gómez
Roberto Cajamarca Gómez es un consultor, diplomático y economista colombiano. Ejerció como Consejero de la Embajada de Colombia en Caracas, Venezuela durante la crisis diplomática entre Colombia y Venezuela de 2010, designado por el presidente Álvaro Uribe Vélez. Cajamarca fue Director Económico de la Cámara de Comercio Colombo Venezolana, posición desde la que propuso la implementación de núcleos productivos binacionales en la frontera, y desde donde pidió a los gobiernos preservar el comercio bilateral durante el conflicto diplomático ocasionado en 2008 por la reacción del gobierno venezolano a la Operación Fénix en territorio ecuatoriano. Recientemente ha realizado análisis de la coyuntura política venezolana y bilateral para diversos medios de prensa colombianos.